# Tommaso Traetta
Tommaso Michele Francesco Saverio Traetta (født 30. marts 1727 i Bitonto ved Bari, død 6. april 1779 i Venezia) var en italiensk komponist af den napolitanske skole.

## Biografi
Traetta var elev af Durante og blev straks efter sin første succes med operaen Farnace (1751) en af samtidens mest yndede operakomponister, der snart havde fuldt op at gøre med at tilfredsstillede de bestillinger, der tilflød ham ikke blot fra Italien, men også fra udlandet. En tid lang levede han som den russiske kejserinde Katarina den Stores hofkomponist i Sankt Petersborg, senere kom han til London. Traetta hørte i sin italienerperiode til de mest kendte og yndede navne; hans musik har et mere energisk og kraftigt sving end de fleste samtidiges, og han besad udpræget scenisk sans. Hans omtrent 40 operaer og kirkeværker undtagen hans Stabat Mater er nu glemt.